# Michael Andreas Häringer

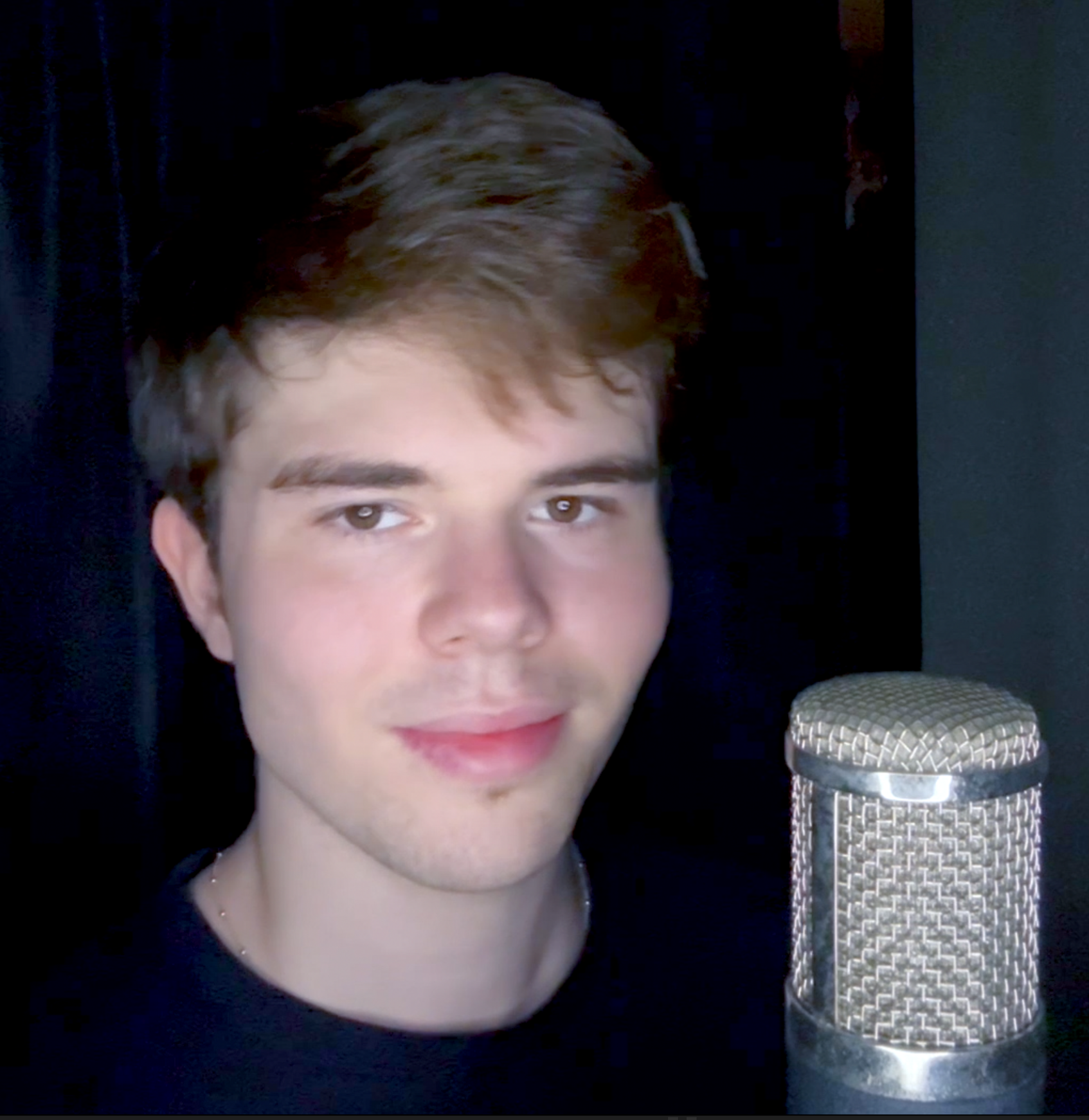
Michael Andreas Häringer (2024)

Michael Andreas Häringer (* 26. September 2001 in Barcelona) ist ein spanischer Pianist, Komponist, Sänger und Produzent deutscher Abstammung.

## Leben
Häringer wurde im spanischen Barcelona geboren. Er ist der Urururenkel von Franz Liszt. In Barcelona trat er 2005 in die Escuela Luthier de Artes Musicales als Chor-Sänger ein. Mit fünf Jahren fing er an, Klavier zu spielen. Seit 2007 erhält er vom russischen Pianisten Gennady Dzubenko Unterricht. Er war erst acht Jahre alt, als er am Conservatorio Municipal de Musica de Barcelona aufgenommen wurde, wo er als bisher jüngster Student die Fächer Klavier, Gesang, Harmonie/Theorie- sowie Kompositionslehre studierte.
Sein Vater starb, als er neun Jahre alt war. Er hat damals das Komponieren für etwa ein Jahr aufgegeben.

### Karriere
2008 trat er erstmals in der Öffentlichkeit auf, als er ein Konzert in der Kirche St. Gaieta in Barcelona gab. Auch trat er beim internationalen Festival of Music in Campodron auf. Das Festival wurde zu Ehren des 100. Geburtstags des spanischen Komponisten Isaac Albéniz veranstaltet. 2010 gab er sein Solisten-Debüt in Murcia, wobei er das Klavierkonzert von Haydn in D-Dur spielte. Das gleiche Stück spielte er ein Jahr später mit der Orquesta Filarmónica de Málaga (Spanien). Sein Auftritt war so erfolgreich, dass er eine Einladung erhielt, das Werk in Frankreich im November 2011 nochmals aufzuführen. 2012 trat er in Vilafranca (Spanien) auf und spielte dort das Klavierkonzert Nr. 1 von Beethoven. 2012 gewann er außerdem den ersten Preis beim spanischen Fernsehwettbewerb „Tú si que vales“. 2013 war er in KKL Luzern (Schweiz) und führte dort unter der Leitung von Howard Griffith das Klavierkonzert Nr. 12 von Mozart auf. Im April und Mai 2013 ging Michael auf Tournee mit dem GIO Orchester durch Katalonien, Spanien. Im gleichen Jahr nahm er Teil am Fernsehwettbewerb „Los Increibles“ auf Antena3, auch hier gewann er den ersten Platz. Es folgten seitdem weitere Konzerte in Spanien, Frankreich, Deutschland, Österreich, der Schweiz und anderen Ländern.
Am 27. April 2014 kam es im Auditori Teatre Espai Ter in Girona zur Uraufführung seiner allerersten eigenen Komposition für Orchester und Klavier. Das Stück trägt den Titel Polonesa en Do menor. Dabei trat Michael als Solist auf.
Michael Andreas Häringer hat seit 2008 an mehreren nationalen und internationalen Musikwettbewerben für Jugendliche bis 18 Jahren teilgenommen und dabei mehrfach Preise gewonnen, wie etwa 2014 einen ersten Preis im Bundeswettbewerb Jugend musiziert (Deutschland) sowie zusätzlich den Europa-Preis der Deutschen Stiftung Musikleben bei derselben Veranstaltung. Auch nahm er Teil am Klavierwettbewerb des Konservatoriums Bruc in Barcelona, wo er ebenfalls den ersten Preis gewann, sowie einen Ehrenpreis für besondere Leistung. 2016 gewann er den Preis „Young Virtuoso Award“ in der internationalen Manhattan Music Competition. Mit seinen 14 Jahren war er damals der jüngste Teilnehmer, der jemals den Young virtuoso award gewonnen hat. Im August 2018 gewann er die Silbermedaille beim Internationalen Berliner Musikwettbewerb 2018.
Am 14. Dezember 2018 erhielt er den „Gold, Incense and Mirra 2018“-Award von Radio COPE Marbella für seine künstlerische Leistung.
Nach der COVID-Pandemie und einer langen Krankheit im Frühjahr 2024 konnte er im Juli und August wieder auf Tournee gehen. Er tourte durch Japan und Taiwan mit unter anderem einen Auftritt in der Tokyo Opera Hall.
Seit 2019 tritt er unter dem Künstlernamen „DJ MAH Michael Andreas“ auf.

## Werke
Der jugendliche Komponist schrieb unter anderem die Werke Recuerdos (mit sieben Jahren), Despedida (ebenfalls mit sieben Jahren), El delfín, mi amigo und La danza de las abejas (mit acht Jahren), I am missing you und La sonrisa del Mediterraneo (mit zehn Jahren), Polonesa (mit elf Jahren) sowie 3 Romancen, Rainbow, Ballade pour Nathalie, Nocturno, Vals und zwei Fantasien (mit 12 Jahren).
Seine erste Single mit dem Titel Summertime hat er mit 11 Jahren komponiert. Der Song wurde am 15. Juli 2016 auf iTunes veröffentlicht. Der dazugehörige Videoclip wurde 4 Wochen nach seiner Veröffentlichung über 2 Millionen Mal auf YouTube abgerufen. Seine bisher erfolgreichste Single ist You and Me. Diesen Song hat er mit 13 Jahren für seine Freundin Nelly geschrieben. Der Videoclip dazu wurde auf YouTube über 11 Millionen Mal aufgerufen (Stand März 2018).
Die Dokumentation Ein Spiel der Gene (2014) befasst sich mit dem Leben von Michael Andreas Häringer. Die Originalmusik für den Film schrieb Michael Andreas, wie er sich auf seiner Website nennt, seinerzeit vierzehnjährig, selbst. Regie führte die österreichische Filmregisseurin und -produzentin Natalie J. Halla. Der Film wurde unter anderem beim Festival de Cine Documental Musical de Donostia-San Sebastián in Spanien, beim Festival Internacional de Cinema e Vídeo de Arraial d'Ajuda in Brasilien und beim SOUND On SCREEN Music Film Festival in Südafrika gezeigt.
Auch für Natalie Hallas Dokumentarfilm Life in four elements, der 2017 veröffentlicht wurde, schrieb Michael Andreas Häringer die Musik.
Wegen der COVID-19-Pandemie in den Jahren 2020 und 2021 konnte Michael keine Konzerte geben. Stattdessen komponierte und produzierte er drei Studio-Alben in seinem Heimatland Spanien.

## Diskografie
Alben

2019 - Legendary Piano Vibes

2019 - Liszt & Saint-Saens: Liszt Hits

2020 - Emotional Classics

2020 - Original Piano Album

2021 - Dawn - Piano Originals

2021 - Hope

2021 - Sickness

2022 - Swing of Love

2023 - The Invisible Storm

2023 - One Chance

2023 - A New Dimension

2023 - Shuffle of Dreams

Singles und EPs (Auswahl)

2020 - Stil D.R.E

2020 - Old Town Road

2020 - Faith

2021 - Not Really Livin’

2021 - Blue Skies

2021 - Shape of You

2023 - Stargazing

2023 - Teddy´s

2023 - Forever

2024 - Liberation

2024 - Energy of Passion

2024 - Winter Lights

2025 - Dancing Dog

2025 - One Last Mission

2025 - One Dream

2025 - ICE

2025 - Raising Vibrations